# Пфеффинген
Пфеффинген (нем. Pfeffingen BL) — коммуна в Швейцарии, в кантоне Базель-Ланд.
Входит в состав округа Арлесхайм. Население составляет 2134 человека (на 31 марта 2008 года). Официальный код — 2772.

## История
Пфеффинген впервые упоминается в 1156 году, как Фефинген.

## География
Пфеффинген имеет площадь 4,89 квадратных километров.
Из этой площади 1,57 км² или 32,0 % используется для сельскохозяйственных целей, 2,58 км² или 52,7 % лесистая местность и 0,7 км² или 14,3 % заселено (здания или дороги).
Из застроенной территории жилье и здания составили 10,0 %, транспортная инфраструктура — 3,5 %. Из лесных угодий 50,4 % общей площади земли покрыто лесами, а 2,2 % засажено садами или небольшими скоплениями деревьев. Из сельскохозяйственных угодий 3,5 % используется для выращивания сельскохозяйственных культур и 26,3 % — для пастбищ, а 2,2 % — для садов или виноградных культур.

## Фотографии

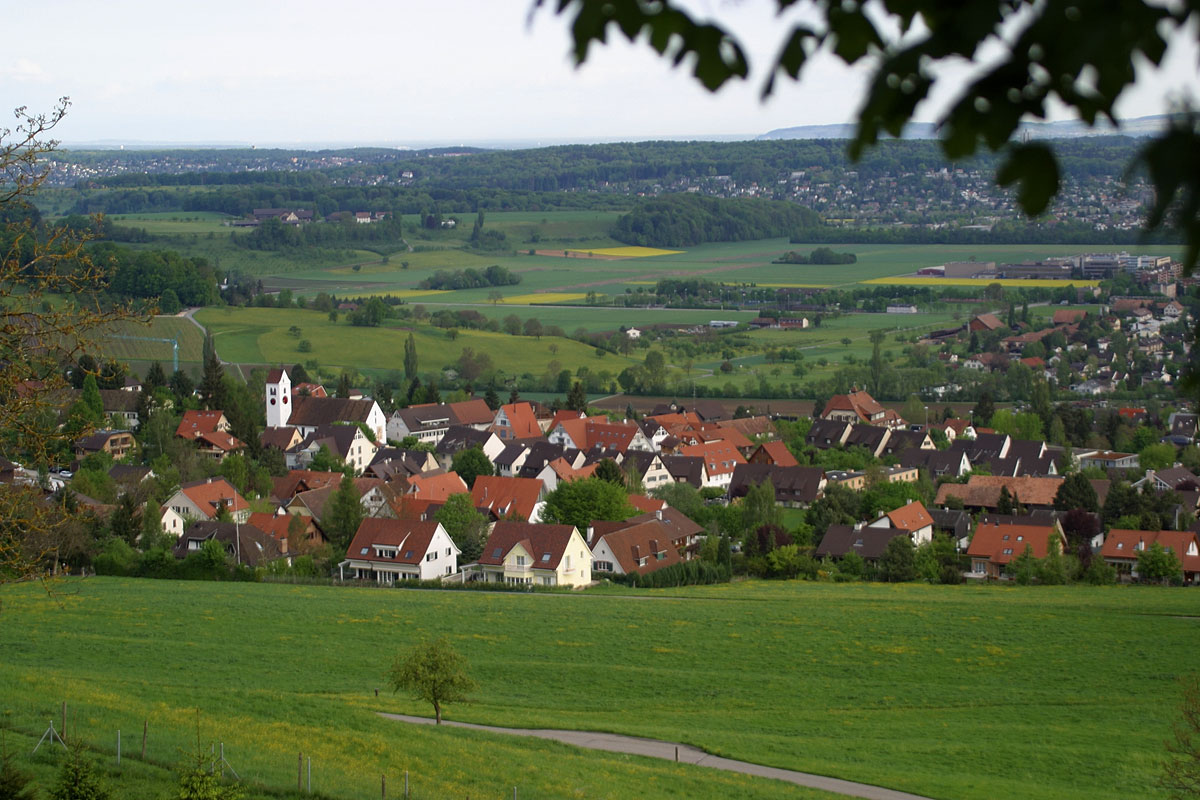
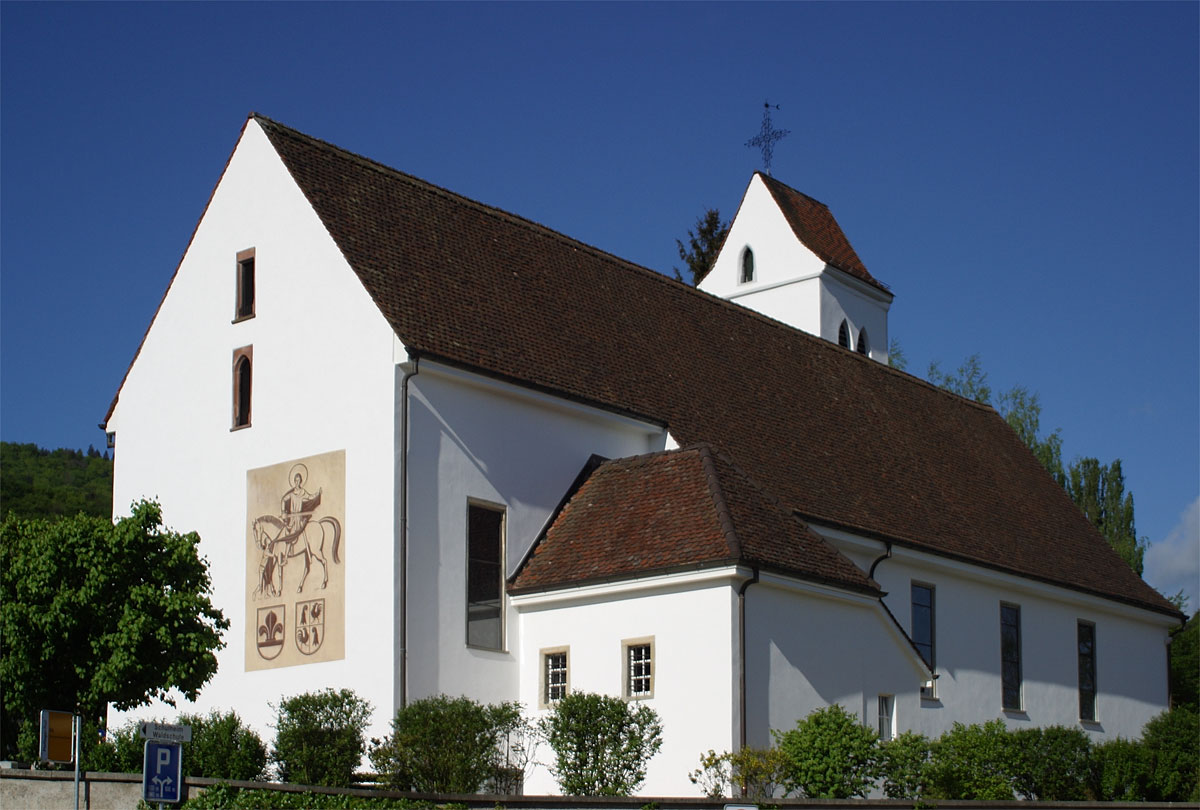
Церковь
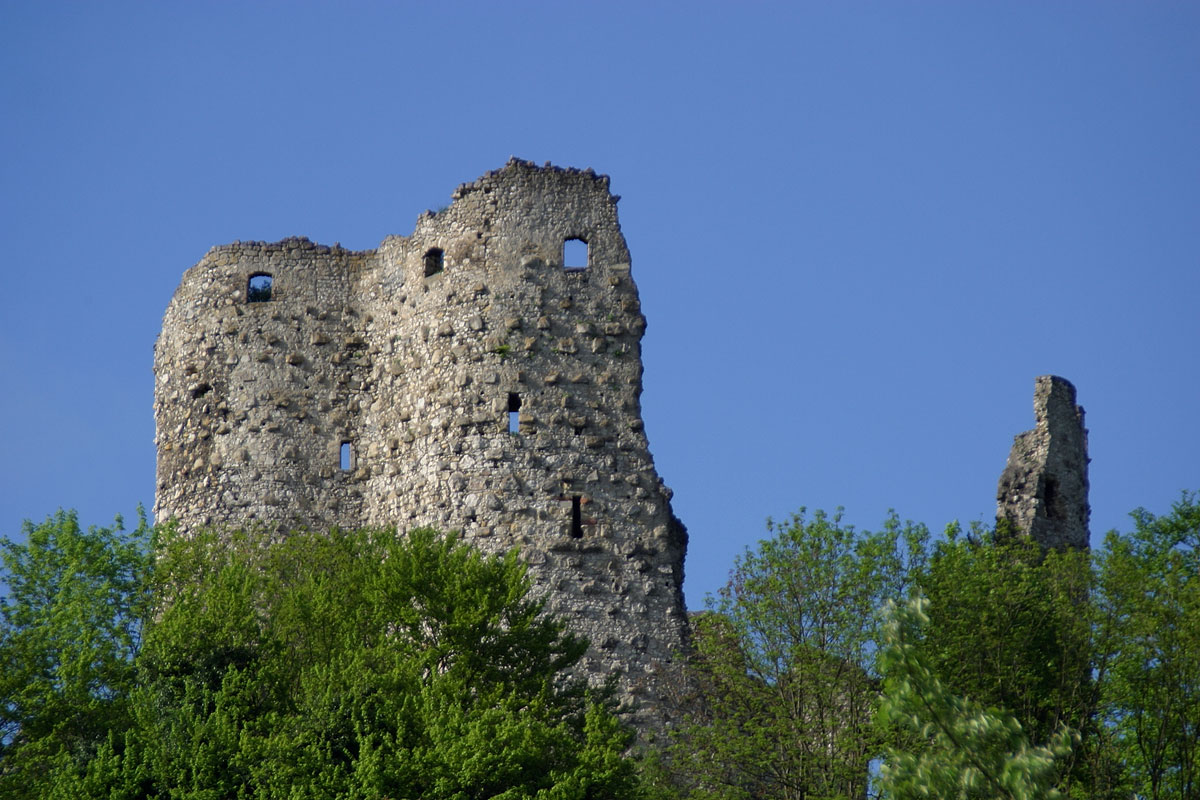